# Viru-Nigula församling
Viru-Nigula församling (estniska: Viru-Nigula kogudus) är en församling som tillhör Viru kontrakt inom den Estniska evangelisk-lutherska kyrkan. Församlingen omfattar Viru-Nigula kommun i landskapet Lääne-Virumaa.

## Större orter
- Viru-Nigula (småköping)